# Riks-SMASK
Riks-SMASK (där SMASK står för Sveriges Musicerande Akademikers Samarbetande Kårorkestrar och Kårbaletter), är en paraplyorganisation för alla studentorkestrar och -baletter vid Sveriges universitet och högskolor. 
Föreningen arbetar huvudsakligen med att vara ett stöd för arrangörerna av studentorkesterfestivalerna SOF i Linköping och STORK i Uppsala. Utöver detta agerar Riks-SMASK vid behov kontaktorgan och språkrör för och mellan orkestrarna.